# Hitlers Lagebesprechungen

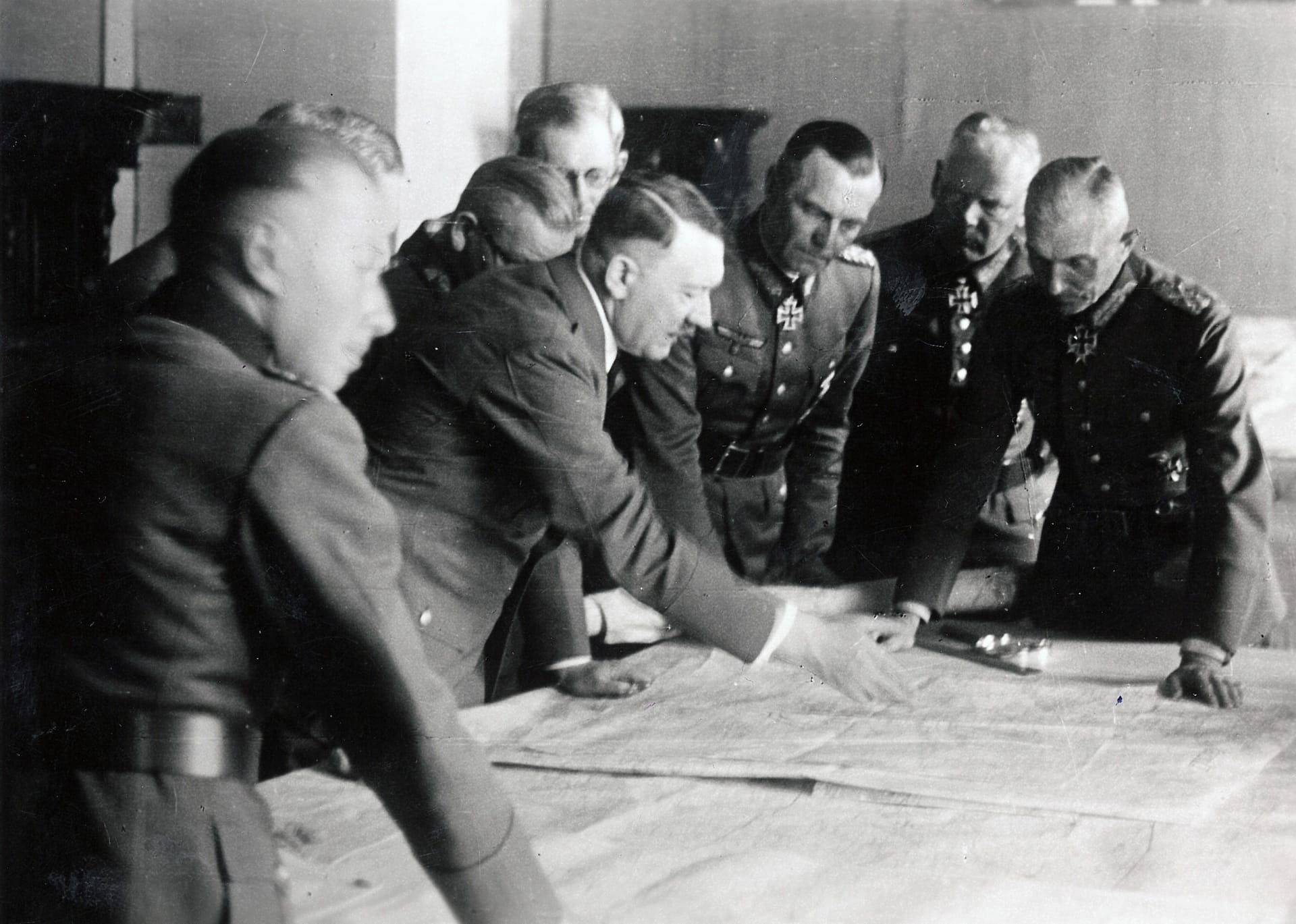
Lagebesprechung am 1. Juni 1942

Hitlers Lagebesprechungen: Die Protokollfragmente seiner militärischen Konferenzen 1942–1945, herausgegeben von Helmut Heiber, ist eine 1962 bei der Deutschen Verlagsanstalt erschienene 970-seitige gebundene Ausgabe der Texte der Lagebesprechungen von Adolf Hitler. Obwohl nur ein kleiner Teil des ursprünglichen Umfanges erhalten ist, haben Hitlers Lagebesprechungen ihre Bedeutung in der Geschichtswissenschaft als grundlegende und umfassende Quelle bei der Erforschung zum einen von Hitlers Denkweisen, zum anderen bei der Erforschung vom Ablauf von Truppenbewegungen und militärischen Strategien im Zweiten Weltkrieg. Sie werden daher häufig zitiert.
Die Sammlung kann für Historiker von Bedeutung sein, da sie es ermöglicht, über einen großen Zeitraum Hitlers Denkweise zu analysieren. Die Ausgabe ist die einzige umfassende Sammlung der überlieferten Fragmente der dokumentierten Lagebesprechungen.

„Daß Historiker diese Denkweise heute bis ins Detail analysieren können, verdanken sie Hitlers Vorliebe fürs Protokoll. Über Jahre hinweg ließ er akribisch aufzeichnen, was er sagte – sei es zwischen Suppe und Nachtisch (1951 erstmals veröffentlicht unter dem Titel Hitlers Tischgespräche), sei es vor der Generalstabskarte (1962 veröffentlicht unter dem Titel Hitlers Lagebesprechungen).“

Nahezu alle erhaltenen Lagebesprechungen Hitlers seit 1942 sind in der Ausgabe enthalten. Nicht enthalten sind in dieser Ausgabe die 1966 aufgetauchten letzten Lagebesprechungen vom 23., 25. und 27. April 1945, denen der Spiegel 1966 eine Titelgeschichte widmete.